# Pachydema lesnei
Pachydema lesnei är en skalbaggsart som beskrevs av Henri de Peyerimhoff 1927. Pachydema lesnei ingår i släktet Pachydema och familjen Melolonthidae. Inga underarter finns listade i Catalogue of Life.